# Grot van Azıx
De grot van Azıx (Azerbeidzjaans: Azıx mağarası, Armeens: Ազոխի քարանձավ), ook geschreven als Azikh of Azoch, is een complex van zes grotten die samen een lengte van 600 m en een oppervlakte van 8.000 m² hebben, waarin in het vroege stenen tijdperk mensen gewoond hebben. Het ligt vlak bij het gelijknamige dorp Azıx en ongeveer 3 km ten noordoosten van het dorp Tuğ in de provincie Xocavənd.
De grot is door geologen uitgebreid onderzocht in de jaren 1960. Men denkt dat dit een van de oudste protohumane woonplaatsen in Eurazië is. Mammadali Huseynov vond hier in 1968 een neanderthalachtig kaakbeen, dat bewaard wordt door de Academie van Wetenschappen in Bakoe. Verondersteld wordt dat het meer dan 300.000 jaar oud is, en daarmee een van de oudste overblijfselen van voorouders van de mens in dit deel van de wereld. Sinds deze ontdekking wordt wel gesproken van de 'Azıxmens'.
Archeologen menen dat de onderste lagen in de grot van een door hen Quruçaycultuur genoemde pre-Acheuléen cultuur afkomstig zijn, en van 730.000-1.500.000 jaar geleden zouden dateren. Er worden overeenkomsten gezien met overblijfselen van de Olduwancultuur in de Olduvaikloof in Tanzania.
Door de gebrekkige kwaliteit van de opgravingen in de jaren 1960 is er onzekerheid over de chronologische volgorde van de lagen. De opgravingen zijn halverwege de jaren 1990 hervat. In 2002 vond een internationaal onderzoeksteam onder leiding van Tania King bij ingangen van de grot die nog niet door eerdere opgravingen verstoord waren stenen werktuigen en de overblijfselen van dieren. Men denkt nu dat deze grot een van de eerste woonplaatsen van voorouders van de mens in Eurazië is. Hoewel er zeer weinig menselijke resten gevonden zijn, is er bewijs dat dit gebied bijna twee miljoen jaar lang door mensen bewoond is.